# High Plains Drifter
High Plains Drifter (br.: O Estranho sem Nome / pt.: O Pistoleiro do Diabo) é um filme de 1973 do gênero western, dirigido e estrelado por Clint Eastwood. No filme, Eastwood estrela como a figura de um estrangeiro misterioso que faz justiça numa cidade corrupta.
O filme, que é o segundo dirigido por Clint Eastwood, retoma a "mitologia" do homem sem nome, explorada principalmente na Trilogia dos Dólares, de Sérgio Leone. O filme também conta com a inspiração de outro diretor, Don Siegel.

## Sinopse
Um homem chega à pequena cidade de Lago, no Arizona. Provocado, mata três pistoleiros. Logo fica sabendo que um dos homens que matou havia sido contratado pelos moradores para defender a cidade de bandidos violentos que vão chegar em breve. O forasteiro aceita assumir a tarefa, mas impõe suas condições. Entre elas, que a cidade seja toda pintada de vermelho e que seu nome seja mudado para Hell (inferno).

## Enredo

### A Chegada do Estrangeiro e os Primeiros Conflitos
O protagonista, um forasteiro vestido de preto e sem nome, cavalga do deserto para Lago, uma cidade mineira. Desde sua chegada, ele é confrontado por três pistoleiros contratados para proteger a cidade, que o provocam e ameaçam no saloon. Em uma barbearia, ele os desafia e os mata com facilidade. Enquanto sai da barbearia, uma jovem atraente e loira chamada Callie Travers o empurra deliberadamente na rua e o insulta. O forasteiro responde que, se ela quisesse conhecê-lo, bastaria pedir. Ofendida, Callie torna-se ainda mais violenta em seus insultos, e chega a bater em seu charuto, tirando-lhe da boca. O forasteiro declara que ela precisa de uma lição de boas maneiras e a arrasta para um celeiro ou estábulo, onde a estupra. Apesar dos gritos e golpes de Callie, ela acaba sentindo prazer no ato, e seus gritos de socorro se transformam em gemidos de prazer, cessando sua resistência. Ela fica surpresa quando o forasteiro a deixa sozinha sem aviso após o ato.

### O Sonho e o Segredo de Lago
Naquela noite, em seu quarto de hotel, o forasteiro tem um sonho ou um flashback recorrente de Jim Duncan, um delegado federal, sendo brutalmente chicoteado até a morte por três foras da lei: Stacey Bridges e os irmãos Dan e Cole Carlin. Os habitantes de Lago testemunham o massacre em silêncio, sem intervir. O delegado foi morto a chicotadas em frente ao hotel.

### O Pedido da Cidade e as Exigências doForasteiro
No dia seguinte, o forasteiro retorna à barbearia para tomar um banho quente. Ele é atacado em sua banheira por uma Callie vingativa que atira nele várias vezes. O xerife (Sam Shaw) se interpõe, desarmando Callie. O forasteiro emerge ileso.
Impressionados e aterrorizados pelo forasteiro, os habitantes de Lago, por meio do xerife Sam Shaw, pedem a ele para proteger a cidade de Stacey, Dan e Cole Carlin — três homens que haviam sido presos por roubo e estavam prestes a ser libertados, jurando vingança contra a cidade. Inicialmente, o forasteiro recusa o pedido, mas o xerife, desesperado, oferece-lhe tudo o que quiser em troca.
À medida que a trama se desenvolve, torna-se claro que os moradores de Lago não são inocentes: eles próprios foram cúmplices no assassinato do delegado Duncan. Temendo que ele denunciasse a mina local — única fonte de renda da cidade — como sendo propriedade do governo federal, o que implicaria seu fechamento e a ruína econômica de Lago, os moradores contrataram os irmãos Carlin para matá-lo. No entanto, após o crime, a cidade traiu os assassinos de aluguel, incriminando-os por roubo a fim de evitar o pagamento combinado. Por isso, ao deixarem a prisão, os irmãos retornam buscando vingança e destruição.
O forasteiro aceita o acordo, e com a condição de ter tudo o que quiser, passa a aproveitá-lo de diversas formas: Ele oferece potes de doces a crianças indígenas e uma pilha de cobertores para seu avô, que o lojista se recusava a atender. O forasteiro também compra três pares de botas novas e a sela mais bonita, e oferece uma rodada geral no saloon. Ele nomeia Mordecai, um anão que trabalha na barbearia, como xerife e prefeito da cidade. Ainda exige que os proprietários do hotel, Lewis e Sarah Belding, e todos os outros hóspedes desocupem as instalações, reservando o hotel inteiro para si.
As repentinas mudanças e exigências do forasteiro revelam também o incômodo que ele passa a gerar na cidade. Morgan Allen, um dos acionistas da mina, mostra-se particularmente descontente, e quer expulsá-lo imediatamente. Mas Drake, o dono local da mina, o contraria, alegando que todos são cúmplices na morte do delegado Duncan. A população instalada no hotel, despejada, também se mostra descontente. O pastor tenta contra-argumentar com o forasteiro, mas é mal sucedido.

### Conflitos Internos e Novas Relações
Após ter o hotel para si, o Forasteiro janta com Callie e passa a noite com ela. No início da manhã, enquanto o homem ainda dorme, Callie se levanta e sai do quarto, ao que um grupo liderado por Morgan Allen, acionista da mina e amante de Callie, tenta assassinar o forasteiro em seu quarto , atacando-o de surpresa, em sua cama, com porretes. No entanto, o forasteiro já não estava na cama, e dinamita seu próprio quarto, destruindo grande parte do hotel. Com a manobra, ele mata três de seus quatro agressores. Apenas Allen consegue escapar a cavalo, ferido no braço.
Drake, o dono da mina, para se desculpar pela agressão, oferece ao forasteiro 500 dólares por cabeça dos foras da lei, que exige um valor maior. Eles acordam em 500 dólares por orelha, totalizando 3.000 dólares. Drake confessa privadamente a Lewis Belding (o dono do hotel) que não tem a intenção de honrar com seu compromisso, sugerindo que ele poderia morrer em combate.
Sem quarto devido à explosão, o forasteiro decide passar a noite seguinte no quarto da mulher do hoteleiro, Sarah Belding. Ele a arrasta a força para o quarto, na frente do marido, Lewis, que não faz nada. No quarto, Sarah se arma com uma tesoura para se defender, sabendo o que ele fez com Callie. Contudo, o forasteiro permanece calmo e afirma que ela o deseja desde sua chegada. Ofendida, Sarah tenta atacá-lo com a tesoura, mas ele a desarma sem violência, e ela se entrega a ele. Eles passam a noite juntos. Na manhã seguinte, Sarah fala sobre a morte do delegado Duncan, mencionando que Duncan não pode descansar em paz porque está enterrado em uma vala comum ou sem nome nos arredores da cidade. Sarah, que sempre desaprovou a morte de Duncan, decide deixar o marido e a cidade.

### Preparações para a Vingança e a Fuga dos Fora da Lei
Paralelamente aos conflitos morais e políticos entre os habitantes de Lago, o forasteiro assume o controle da cidade e dá início a uma insólita preparação para o confronto. O homem recruta a maioria dos moradores para treinamento de tiro em alvos móveis, como um carro e manequins, o que mostra a inaptidão dos cidadãos para uma batalha. Ele também pede a carpinteiros mexicanos para fabricar mesas de banquete, usando a madeira do celeiro de Lewis Belding, o que o desagrada. O forasteiro ignora a insatisfação e ordena que os moradores preparem um banquete (incluindo um boi assado), lençóis para toalhas de mesa e muitos potes de tinta vermelha. Ele exige que a cidade inteira seja pintada de vermelho sangue. Ele também pinta a palavra "Hell" (Inferno) no letreiro de entrada da cidade, cobrindo o nome "Lago".
Enquanto isso, Stacey, Dan e Cole são libertados da prisão e se dirigem a Lago. No caminho, eles encontram e matam três viajantes para roubar seus cavalos e roupas. Eles perdem um dos cavalos, que fica manco, o que os atrasa. No dia em que chegam na cidade, Morgan Allen, gravemente ferido no braço, vai ao encontro dos bandidos e negocia com eles como ex-contratante. Stacey quer a combinação do cofre, mas Allen recusa e é morto por Stacey. O forasteiro, que havia seguido Allen, observa a cena de uma colina. Ele atira nos foras da lei, arranca a orelha de um deles e os enfurece ao explodir dinamite, levando-os a acreditar que os moradores são os responsáveis pelos ataques. Depois, o forasteiro retorna a Lago, onde parece abandonar os habitantes, que ficam perplexos, pouco antes do ataque dos três bandidos. Ele inspeciona os preparativos: a cidade toda pintada de vermelho, homens armados nos telhados, mesas de piquenique com comida e bebida, e uma grande faixa de "BEM-VINDOS".

### O Ataque a Lago e a Vingança doForasteiro
Stacey, Dan e Cole chegam à cidade e veem o "banquete" provocador montado "em sua homenagem". Eles então dão vazão à sua violência, abatendo vários civis que tentaram se armar contra eles, mas não conseguem revidar. Eles incendeiam várias casas e, ao cair da noite, reúnem os habitantes sobreviventes no saloon, ameaçando-os e zombando deles. De repente, um chicote agarra a garganta de Cole Carlin e o arrasta para fora. O forasteiro chicoteia Cole até a morte, exatamente como fizeram com o delegado Jim Duncan. Todos saem do saloon para ver o corpo, e o forasteiro lança um falso bastão de dinamite. Todos fogem, exceto Dan Carlin e Stacey, que passam a procurar pelo desconhecido que os atacou. Dan é preso pelo pescoço e enforcado. Em seguida, o forasteiro enfrenta Stacey em um duelo e o mata com vários tiros, sem ceder ao seu último pedido: saber sua identidade. Lewis Belding, o proprietário do hotel, tenta aproveitar o duelo para matar o forasteiro por trás com uma espingarda, mas Mordecai o abate antes.

### A Partida eo nome do Forasteiro.
Na manhã seguinte, o forasteiro deixa uma cidade arruinada. Ele parte em despedida, ao olhar dos moradores. Silenciosamente, despede-se também de Sarah Belding, que prepara a carroça para mudar-se. Na saída da cidade, Mordecai termina de gravar o nome de Jim Duncan em sua lápide, que até então era anônima. Mordecai diz ao forasteiro que nunca soube seu nome. "Sim você sabe", responde o forasteiro, olhando para o túmulo. O forasteiro se afasta a cavalo na planície superaquecida e desaparece no calor, como um fantasma.

## Curiosidades
- Filmado em locações como Sierra Nevada Mountains, na California, e Winnemucca Lake, no Estado de Nevada, Estados Unidos;
- Segundo filme dirigido por Clint Eastwood;
- Estreia na direção de um faroeste;
- Foi rodado em seis semanas;
- O filme começa sem diálogo e assim segue durante seis minutos;
- O título brasileiro, que usa a expressão "estranho sem nome", pega carona no personagem da trilogia de Sergio Leone, da qual Eastwood participa;
- Na cena do cemitério, como um tributo, se vê uma lápide com o nome de Sergio Leone e, em outras, pode-se ler também Don Siegel (5 filmes) e Brian G. Hutton (2 filmes);
- Na biografia de Eastwood (2002), ele cita essa passagem como um bem humorado "Eu enterrei meus diretores";
- A montagem do filme foi feita numa cabana em Mono Lake, na Califórnia;
- A Universal Pictures queria que o filme fosse rodado em estúdio. Apesar disso, Eastwood construiu uma cidade cenográfica inteira no deserto próximo a cidade de Mono Lake nas Serras da California. Muitos prédios eram completos com cenários no interior;
- Na parede da igreja é possível ler o versículo Isaías 53:3-4 da bíblia, sobre um homem desprezado e rejeitado, mas que ajudou os aflitos;
- Após o lançamento do filme, Eastwood escreveu uma carta para John Wayne, sugerindo uma parceria entre eles. Wayne respondeu a missiva de maneira agressiva, dizendo que o diretor fazia filmes violentos e estava mudando o Velho Oeste. Eastwood nunca respondeu essa carta e os dois jamais trabalharam juntos;
- O nome do Estranho, Jim Duncan, é dito somente no final do filme;
- O personagem Jim Duncan foi interpretado pelo coordenador de dublês Buddy Van Horn, parceiro de Eastwood, e o objetivo era dar um certo ar de dúvida sobre a identidade verdadeira do Estranho;
- Em entrevista no tradicional programa de televisão "The Actors Studio", o diretor comentou que nas versões iniciais do roteiro colocava O Estranho como irmão morto de Duncan. A opção, no entanto, foi deixar o personagem menos explicado, dando um ar mais sobrenatural. As versões italiana, espanhola, francesa e alemã deixam esta questão mais clara.

## Elenco
- Clint Eastwood… Pistoleiro sem nome
- Verna Bloom… Sarah Belding (esposa do dono do hotel)
- Marianna Hill… Callie Travers
- Mitchell Ryan… Dave Drake (dono da mina)
- Jack Ging… Morgan Allen (acionista da mina e amante de Callie)
- Stefan Gierasch… Prefeito Jason Hobart
- Ted Hartley… Lewis Belding (dono do hotel)
- Billy Curtis… Mordecai
- Geoffrey Lewis… Stacey Bridges
- Scott Walker… Bill Borders
- Anthony James… Cole Carlin
- Walter Barnes… Xerife Sam Shaw
- Paul Brinegar… Lutie Naylor
- Richard Bull… Asa Goodwin
- Robert Donner… Pregador
- John Hillerman… Sapateiro